# Augustus 1997
Dit artikel geeft een chronologisch overzicht van alle belangrijke gebeurtenissen per dag in de maand augustus van het jaar 1997.
Augustus zorgt voor een recordhitte in Nederland. Sinds het begin van de weermeting in 1706 is het er in augustus nog nooit zo warm geweest. De gemiddelde temperaturen (20,5 graden Celsius) liggen veel hoger dan normaal (16,7 graden). De warmte heeft een opmerkelijke invloed op het sterftecijfer. In augustus van dit jaar overlijden in Nederland per dag gemiddeld 411 mensen, dat zijn er 63 meer dan normaal.

## Gebeurtenissen

### 1 augustus
- De OPTA houdt vanaf nu toezicht op de naleving van de wet- en regelgeving op het gebied van post en telecommunicatie in Nederland.
- Vliegtuigbouwers Boeing en McDonnell Douglas voltooien hun fusie.

### 6 augustus
- Microsoft koopt zich een belang van €115 miljoen in Apple Computer.

### 7 augustus
- De AEX op de Nederlandse beurs sluit voor het eerst in de geschiedenis boven de 1000 punten, in guldens.

### 19 augustus
- Het voetbalseizoen in de Eredivisie 1997/98 begint met de duels FC Twente-Fortuna Sittard (4-1) en AFC Ajax-SBV Vitesse (5-0).

### 30 augustus
- Wielrenner Erik Dekker schrijft de Ronde van Nederland op zijn naam.

### 31 augustus
- Prinses Diana (V.K.) komt om het leven bij een auto-ongeval in Parijs (Zie: Dood van Diana Frances Spencer).
- Het Zambiaans voetbalelftal wint de eerste editie van de COSAFA Cup.

<< · januari · februari · maart · april · mei · juni · juli · augustus · september · oktober · november · december · >>